# راجيف رافي
راجيف رافي (بالإنجليزية: Rajeev Ravi)‏ هو مصور سينمائي ومخرج هندي، ولد في 15 فبراير 1973 في كوتشي في الهند.

## وصلات خارجية
- راجيف رافي على موقع IMDb (الإنجليزية)
- راجيف رافي على موقع ألو سيني (الفرنسية)
- راجيف رافي على موقع أول موفي (الإنجليزية)
- راجيف رافي على موقع قاعدة بيانات الفيلم (الإنجليزية)
- راجيف رافي على موقع كينوبويسك (الروسية)